# Romantic Classics
Romantic Classics è un album in studio del cantante spagnolo Julio Iglesias, pubblicato nel 2006.
Si tratta di un disco di cover di canzoni romantiche degli anni '60, '70 e '80.

## Tracce
1. Everybody's Talking – 2:44
2. How Can You Mend a Broken Heart? – 3:51
3. Careless Whisper – 4:16
4. Always on My Mind – 3:43
5. Waiting for a Girl Like You – 4:03
6. Drive – 3:54
7. I Want to Know What Love Is – 4:17
8. Right Here Waiting – 4:03
9. This Guy's in Love with You – 3:46
10. The Most Beautiful Girl – 3:09
11. It's Impossible – 3:11